# Димитрий Самозванец (пьеса Нарежного)
«Димитрий Самозванец» — прозаическая трагедия в пяти действиях русского писателя Василия Нарежного, написанная в 1800 и опубликованная в 1804 году. Её действие происходит в начале XVII века, главный герой — самозванец, захвативший русский престол.
Пьеса относится к раннему периоду творчества автора: Нарежный написал её в 20 лет, будучи автором только нескольких поэм и небольших прозаических произведений. Современники её раскритиковали за слишком явное подражание «Разбойникам» Фридриха Шиллера и за пренебрежение историческими деталями. Анонимный рецензент заявил на страницах журнала «Северный вестник», что если Нарежный перестанет брать за образец немецкую драматургию, «выбросит лишние разговоры», «поправит слог и реже будет говорить о диаволах и сатанах, то напишет прекрасную трагедию».
Литературоведы относят «Димитрия Самозванца» к «первым опытам преромантической драмы на русской почве».